# Fritz Cohn
Fritz Cohn (Königsberg, 12 de maio de 1866 – Berlim, 14 de dezembro de 1922) foi um astrônomo alemão.

## Vida
Cohn descende de uma família judaica. Tinha 11 anos de idade quando seu pai morreu. Frequentou o Altstädtisches Gymnasium em Königsberg. A partir de 1883 estudou matemática, física e astronomia (e também geografia e história) na Universidade de Königsberg e na Universidade de Berlim. Em 1888 prestou em Königsberg o exame final. Obteve no mesmo ano o título Dr.phil.
Foi desde 1891 responsável por cálculos no Observatório de Königsberg, obteve a habilitação em matemática e astronomia em 1893 em Königsberg. Passou um ano no Observatório de Leipzig. Em Königsberg foi ajudante em 1898 e observador em 1900. A Universidade de Königsberg o  nomeou professor extraordinário (Extraordinariat). a Universidade de Berlim o convocou em 1909 para a cátedra de astronomia teórica e numérica. Como diretor do Instituto de Cálculos Astronômicos (Astronomisches Rechen-Institut dedicou-se entre outros àa determinação da órbita de asteroides. Morreu com 56 anos de idade, vitimado por um câncer de estômago.